# Classe Barbel
Les sous-marins de la classe Barbel, les derniers sous-marins d'attaque conventionnel à propulsion diesel-électrique construits par l'United States Navy, ont incorporé de nombreuses améliorations techniques radicales par rapport aux classes précédentes. Ils ont été les premiers navires de guerre de production construits avec la coque en forme de larme testés pour la première fois sur le sous-marin expérimental l'USS Albacore (AGSS-569), et les premiers à combiner la salle de contrôle, le centre d'attaque et la tourelle de commandement dans le même espace de la coque. Ils étaient de conception à double coque avec de l'acier HY-80 (en) de 1,5 pouce d'épaisseur (environ 40 mm). Cette classe de sous-marins est devenue une partie de la flotte de la marine américaine en 1959 et a été mise hors service de 1988 à 1990, laissant la marine avec une flotte de sous-marins entièrement à propulsion nucléaire.
La conception de la classe Barbel est considérée comme très efficace. Les sous-marins de la classe Zwaardvis de la Marine royale néerlandaise et de la classe Hai Lung de la République de Chine (conçus et construits aux Pays-Bas) étaient étroitement dérivés de la conception de la classe Barbel. La classe Uzushio de la Force maritime d'autodéfense japonaise et ses successeurs ont également été influencés par la classe Barbel.

## Descriptif
Conçue dans le cadre du projet SCB 150, la classe dans son ensemble était une version un peu plus petite à moteur diesel du sous-marin nucléaire d'attaque de la classe Skipjack, dont le premier est entré en service seulement trois mois après Barbel, après avoir été mis en service seulement 11 jours plus tard. Plusieurs caractéristiques de l'Albacore expérimental ont été utilisées dans la conception de la classe Barbel, notamment la coque entièrement profilée en forme de "larme". La configuration à arbre unique d'Albacore, nécessaire pour minimiser la traînée et ainsi maximiser la vitesse, a également été adoptée pour les Barbels, les Skipjacks et tous les sous-marins nucléaires américains ultérieurs. Cela a fait l'objet de débats et d'analyses considérables au sein de la marine, car deux puits offraient une redondance et une maniabilité améliorée. Pour la première fois, les Barbels ont également combiné les fonctions de tour de commandement, de centre d'attaque et de salle de contrôle dans le même espace, une autre caractéristique adoptée pour tous les sous-marins américains ultérieurs. Cela a été facilité par l'adoption d'un contrôle de ballast "à bouton-poussoir", une autre caractéristique d'Albacore. Cela a grandement économisé l'espace de la salle de contrôle et réduit le temps nécessaire pour effectuer les opérations de compensation. La disposition générale a facilité la coordination des armes et des systèmes de contrôle des navires pendant les opérations de combat.
La disposition des tubes lance-torpilles des Barbels était la même que celle des Skipjacks, avec six tubes d'étrave dans une configuration trois sur trois. Ceux-ci (et les SSBN de classe George Washington dérivés de Skipjack) étaient les seules classes de la marine américaine à avoir cette configuration, car les conceptions ultérieures de SSN utilisaient quatre tubes lance-torpilles inclinés au milieu du navire pour faire de la place pour une grande sphère de sonar, et la plupart des SSBN avaient quatre tubes.
Les Barbels ont été construits avec des Diving plane (en) montés à l'avant, mais ceux-ci ont été remplacés par des fairwater plane en quelques années. Cette fonctionnalité était standard sur les sous-marins de l'US Navy jusqu'au retour des ailes de proue avec la classe Los Angeles améliorée, dont la première a été lancée en 1987.

## Navires de classe
| Nom      | Penant number | Constructeur                                        | Quille        | Lancement        | Mis en service  | Note |
| -------- | ------------- | --------------------------------------------------- | ------------- | ---------------- | --------------- | --- |
| Barbel   | SS-580        | Portsmouth Naval Shipyard, Portsmouth New Hampshire | 18 mai 1956   | 19 Juillet 1958  | 17 Janvier 1959 | Désarmé le 4 Décembre 1989, mise au rebut retardée en raison de l'isolation à l'amiante, dépensée comme objectif le 30 janvier 2001                              |
| Blueback | SS-581        | Ingalls Shipbuilding, Pascagoula Mississippi        | 15 Avril 1957 | 16 Mai 1959      | 15 Octobre 1959 | Désarmé le 1er octobre 1990, navire-musée au Musée des sciences et de l'industrie de l'Oregon à Portland à partir de 1994.                                       |
| Bonefish | SS-582        | New York Shipbuilding, Camden New Jersey            | 3 Juin 1957   | 22 Novembre 1958 | 9 Juillet 1959  | Non réparé à la suite d'un incendie qui fit trois morts le 24 avril 1988, mis hors service le 28 septembre 1988, coque acquise pour essais par Northrop Grumman. |

## Galerie

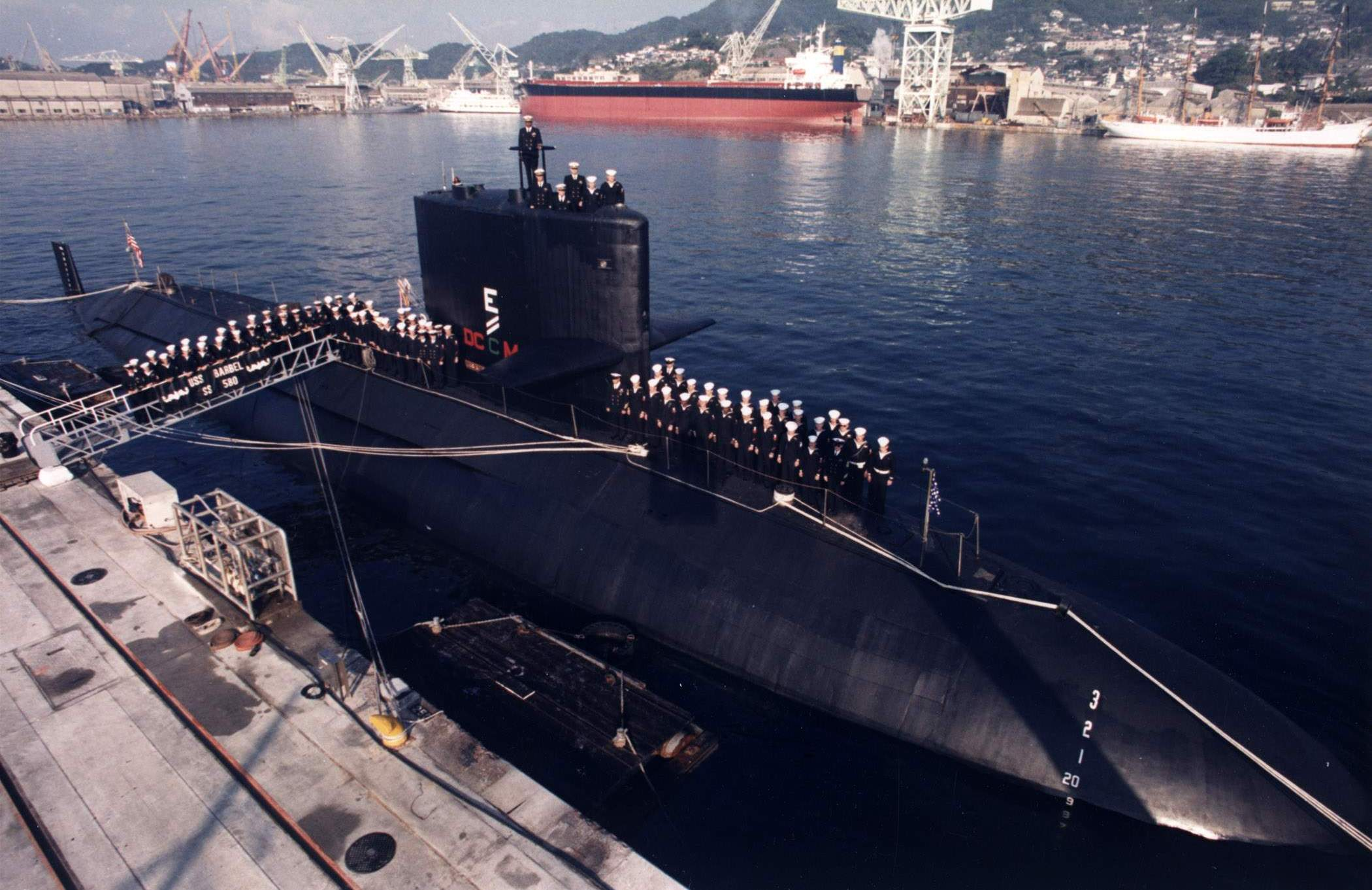
USS Barbel (SS-580)en 1988
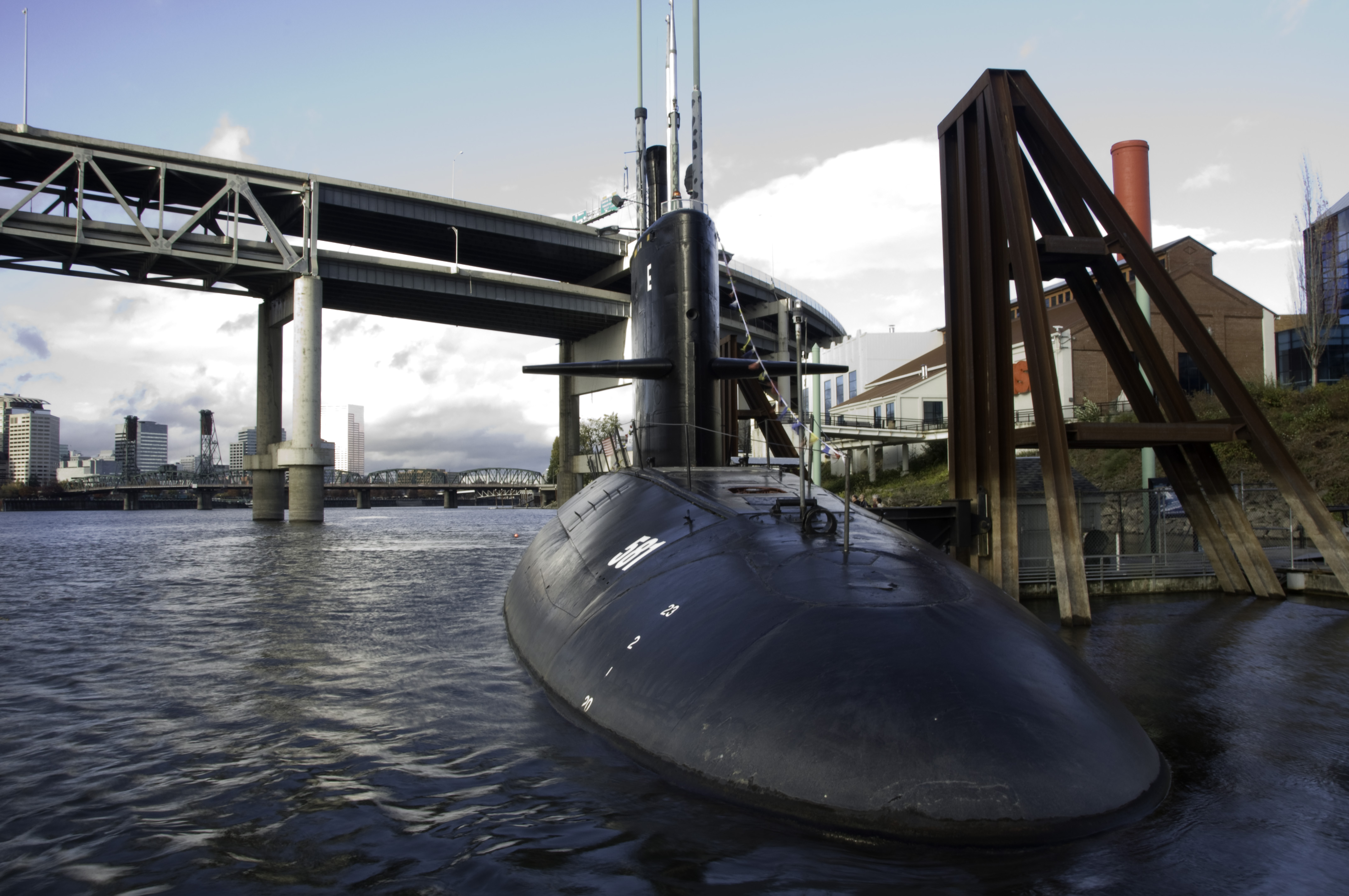
USS Blueback (SS-561) à Portland
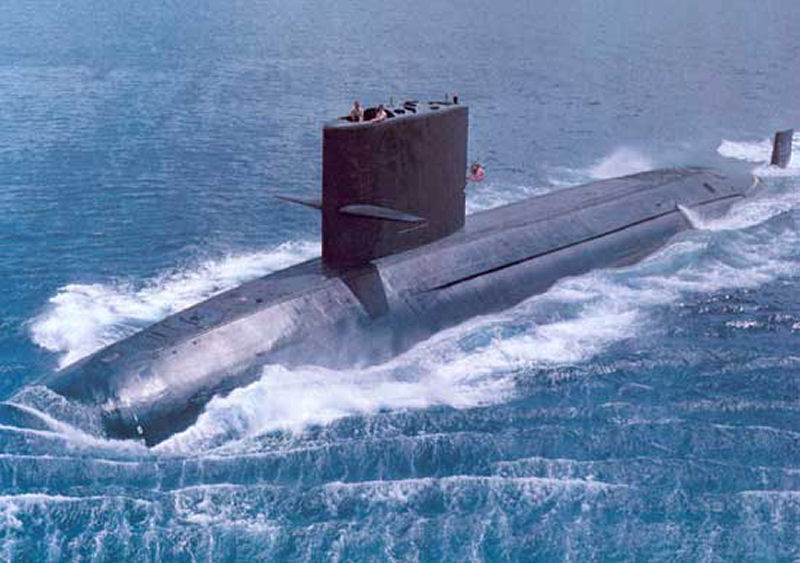
USS Bonefish en 1980